# ビブラート・ユニット

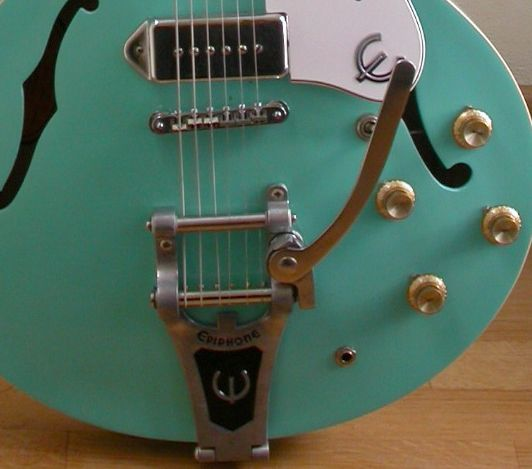
エピフォン・カジノに取り付けられているビグスビー・ビブラート・ユニット

ビブラート・ユニットとは、ギターのブリッジやテイルピースの角度を調整し、弦の張力を連続的に変化させることで音程を揺らす装置である。

## 概説
エレクトリック・ギターのブリッジやテイルピースの位置を連続的に変える（揺らす）ことで音程を連続的に上下させること（ビブラート）を可能とした装置である。フェンダー・ストラトキャスターなどのように標準状態で搭載されている場合もあれば、後付けで搭載される場合もある。
ビブラート・ユニットには金属製の棒や細長い板（アーム）が装着されており、これを手で操作する（アームダウン、アームアップ）ことで、ギターのブリッジやテールピース（あるいはその両方）の位置が連続して変わり、その結果として弦の張力が変化し、音程も変化する。
ビブラート・ユニットにはチューニングが安定しないなどの欠点があるものの、他の奏法では実現できない効果が生まれるため、欠点を補って余りある魅力がある。

### 名称について
音楽用語において、ビブラートは音程の周期的な変化を指し、トレモロは音量の周期的な変化を指すため、両者は明確に区別される。しかし、エレクトリックギターの歴史においては、音程を変化させる本装置が「トレモロ・ユニット」という名称で普及した経緯がある。これは、フェンダー社が1954年に発表したストラトキャスターに搭載した画期的なビブラート・ユニットを「シンクロナイズド・トレモロ」と命名したことに端を発するものであり、以来、この呼称が業界内で広く定着した。そのため、本来の音楽用語とは異なるものの、ギターパーツの名称としては「トレモロ」という呼称も慣例的に使用されている。
この装置の名称は学術的に定められているわけではなく、多様な呼び方が存在する。
操作部（アーム）の名称から、単に「アーム」といった呼び方をされる場合もある。また「ワミーバー(Whammy Bar)」などといった呼称も存在する。
後段で説明する「シンクロナイズド・トレモロ・ユニット」のように、ビブラート・ユニットを「トレモロ・ユニット」あるいは「トレモロ・アーム」などと呼称することも多い。これはフェンダー社が自社のビブラート・ユニットに、トレモロという言葉を誤用して付けたためと言われている。「トレモロ」とは本来「音量を連続して細かく大小させる演奏法」のことであり、音程を連続して変化させることではない。音程を連続して変化させることは「ビブラート」と呼ぶ。

## シンクロナイズド・トレモロ・ユニット

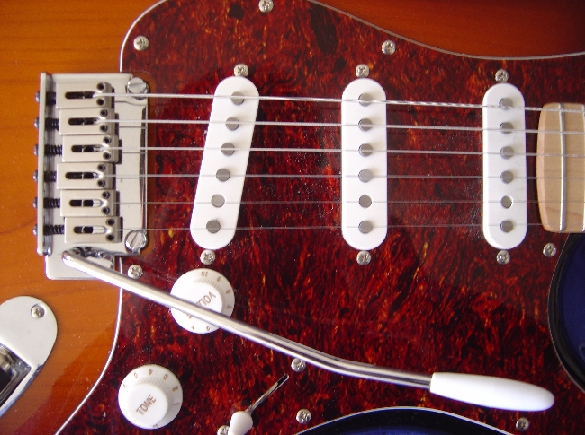
Fender Squier Stratocasterに取り付けられている、トレモロ・ユニット

1954年にレオ・フェンダーが開発し、ストラトキャスターに初めて搭載されたユニットである。弦をボディ裏のスプリングで引っ張る構造を持ち、ブリッジと一体化している点が特徴である。この設計はアメリカ合衆国特許第2,741,146号として登録され、構造のシンプルさと表現力豊かな音程変化から、その後のエレクトリックギターの標準的な仕様の一つとなった。
従来から存在していた「ビグスビー」（後段で説明） などに比べると、音程の変化の幅が非常に大きく、チューニングの狂いも少ない。これはユニット全体の可動幅が大きく、しかも弦を固定するテールピースと弦長を決めるブリッジが一体になっているためである（ビグスビーなどはブリッジが固定されテールピースのみが動く）。
後段で説明するロック式トレモロも、大半はシンクロナイズド・トレモロの発展改良版と言えるもので、主にユニットがかかえる細かい欠点を改善したものが多い。
本来はフローティング状態（ユニットがボディから浮いた状態）が基本だが、ユニット裏面のスプリングを締めることで、ユニットをボディに密着させることも可能。ボディに密着させてアームを取り外せば、ビブラートユニットがないのと同じ状態になり、チューニングの狂いなどビブラートユニットの欠点をほぼ解消できる。フローティング状態にしかセッティングできないビブラートユニットも多い中、これもシンクロナイズド・トレモロの大きな利点と言える。
1960年代後半に登場したジミ・ヘンドリックスが大胆な使用法を発案し、シンクロナイズド・トレモロの人気は一気に高まった。ヘンドリックスのような大胆な用い方をすると、どうしてもチューニング（調弦）が安定しなくなってしまうが、後年開発されたロック式ペグやローラー式ナットにより、こうした問題もある程度改善された。
アームがねじ込み式になっており、アームのねじ山が常に直接ブロックに当たっているためブロックのアーム穴が消耗するという欠点がある。長年使いこまれたブロックはねじ山がすり減り、アームが外れてしまう場合も多い。近年ではアーム穴のへりにクッション加工したものが流通している。
「シンクロナイズド・トレモロ・ユニット」はフェンダー社（フェンダーUSA、フェンダー・ジャパンなど）の商標で、主にストラトキャスターに取り付けられている（それ以外にもフェンダー社製の一部のギターにシンクロナイズド・トレモロが採用されているモデルがある）。フェンダー社製ギター以外に取り付けられたものをシンクロナイズド・トレモロ・ユニットと呼ぶことはないが、後藤ガット社のGE101/102シリーズなど、外見も仕様も全く同一の他社製品も存在する。またギター部品商社のオールパーツ・ジャパンは後藤ガット製の上記製品を「シンクロ・トレモロ・ユニット」と呼んで販売している。
アメリカン・スタンダードなどのモデルにはシンクロナイズド・トレモロを発展させた「アメリカン・スタンダード・トレモロ」が装着されている。シンクロナイズド・トレモロは、ユニット揺動の支点が6本の木ネジになっており、支点の位置が明確に定まらず、摩擦抵抗も大きい。それに対してアメリカン・スタンダード・トレモロは、ユニット揺動の支点が左右2つのアンカーになっており、ユニットとアンカーの接触部が鋭角に成型されているため、支点の位置が明確で摩擦が少なくなっていて、チューニングの安定度も向上している。

## ビグスビー・トゥルー・ビブラート

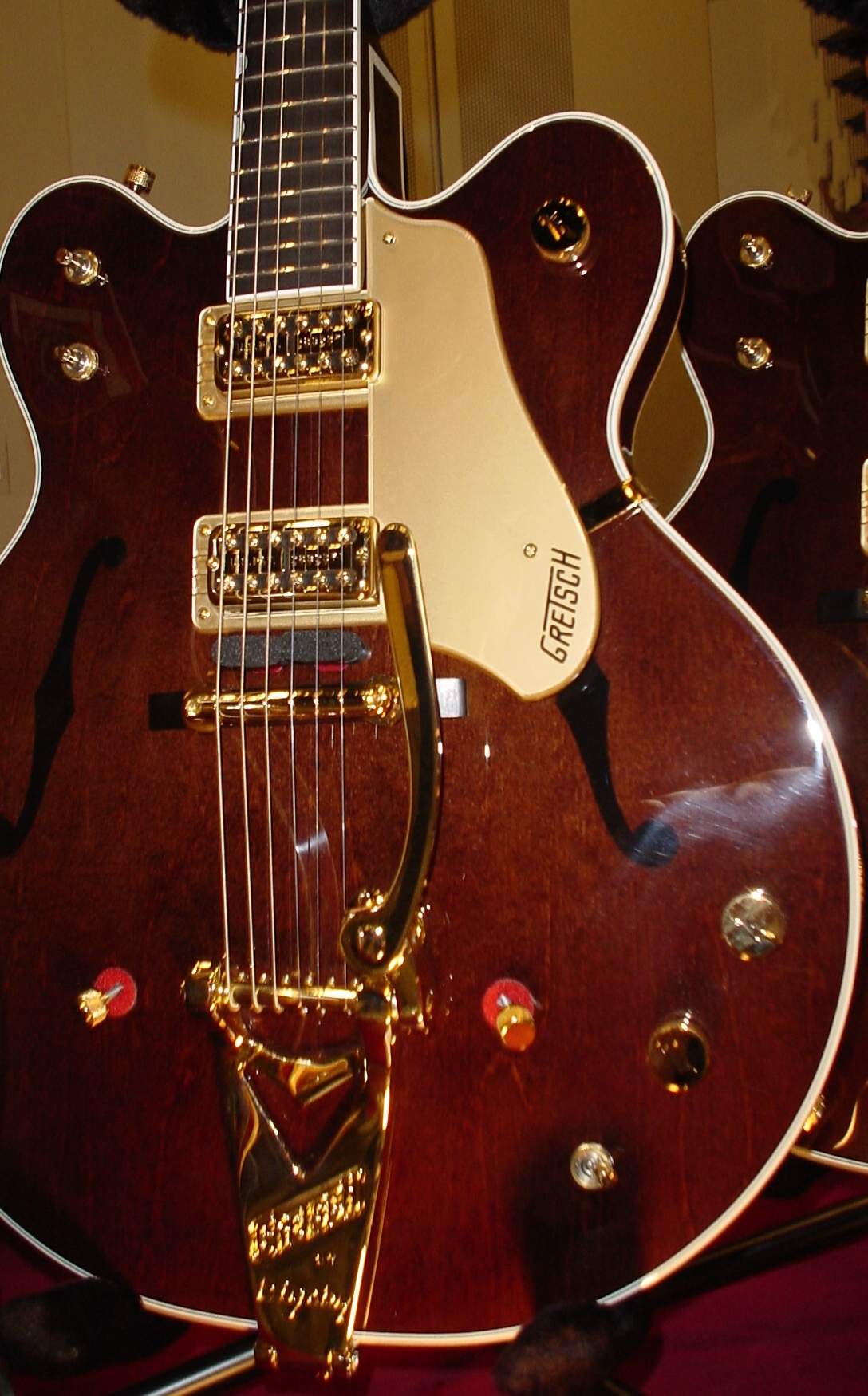
グレッチ・G6122-1962・チェット・アトキンス・カントリー・ジェントルマンに取り付けられたB3

1940年代、ポール・ビグスビーによって開発された。ビブラート・ユニットの元祖的位置付けにある。1951年、発明家のポール・ビグスビーがギタリストのメレ・トラヴィスのために設計したビブラート・ユニットが、商業的に成功した最初期のモデルである。このユニットはスプリングと回転するローラーバーを利用して弦の張力を変化させる構造を持ち、その後の多くのビブラート・ユニットの原型となった。ビグスビー社によって製造されており、主にグレッチ、ギブソンの一部のギターに採用されている。また、フェンダー社のテレキャスターにもビグスビーが搭載されているモデルがある。現在、ビグスビーはフェンダーの子会社となっている。
ギター本体に切削などの大きな改造を施すことなく後付けできる点が長所。また見た目がクラシカルでファッショナブルなため、その点でのファンも多い。
後に登場したシンクロナイズド・トレモロなどに比べると、ビブラート効果はソフトである。シンクロナイズド・トレモロなどに比べ音程の変化幅が狭く、チューニングの狂いも起きやすい。これは可動部がテイルピース（弦の後端を固定する部分）だけで、ブリッジ（弦長を決める部分）は固定されており、ブリッジと弦との摩擦が大きいのが原因である。チューニングの狂いは、ブリッジの脚にたわみを設けたり、ローラー・ブリッジに交換したりすることで、ある程度までは解消できる。
フラット・トップ用のテンションバーはB5、アーチド・トップ用テンションバーありはB7、テンションバーなしはB3という名称となっている。
フェンダー・テレキャスター用に製作されたB16やフェンダーが発売しているアッセンブリがセットになったビグスビー・トレモロ（ビグスビー製品にもトレモロと名付けている）も存在する。B16はテレキャスターに取り付ける際にネックやザクリ調整を行う必要があると公式ページに記載されている。
ユニットの爪にボールエンドの輪をはめて弦を張るため、フェンダーなどのブレットタイプのボールエンドの弦では使用できない。弦を張るとアームがボディ側へ下がる（フローティング状態になる）。アームが下がった分はアーム・アップできる。

## シンクロナイズド・フローティング・トレモロ
シンクロナイズド・トレモロを発展させ、1958年にレオ・フェンダーが特許出願したユニットである（アメリカ合衆国特許第2,972,923号）。このユニットは、アームアップ（音程を上げる）とアームダウン（音程を下げる）の両方向へのスムーズな音程変化を可能にし、より広い表現の幅を実現した。主にジャズマスターやジャガーなどのモデルに搭載されている。1961年発表のベースVI、1962年発表のジャガーにも採用されている。アームの操作でテイルピースが動くのだが、それに合わせてブリッジも動き、チューニングの安定度を高める仕組みである。ブリッジの脚の先の尖ったネジが、ボディに打ち込まれたすり鉢状のアンカーの底に点で接しており、アーミングに伴って揺動するという仕組みである。ブリッジが固定されていない（フローティング状態）ことが名称の由来である。
アームの装着方法はシンクロナイズド・トレモロのねじ込み式に対し差し込み式となり、着脱がより容易になった。アームを使わない際にテイルピースを固定するトレム・ロックという機構を備えているが、ライト･ゲージには対応しておらず、現在ではその機構が使用されることはほとんどない。その操作ボタンは、バズ･ストップ･バー（弦落ちを防いでサステインを稼ぐ他社製パーツ）の取り付け台座にされることが多い。
シンクロナイズド・トレモロなどに比べアーミング操作が非常に軽いのが大きな特徴であり、繊細なビブラート効果を得やすい。またアームの動きが柔らかいため、クリケット奏法（アームを叩くなどして微振動を起こし独特のサウンドを得る）にも向いている。ブリッジとテールピースの距離が長いため、その部分の弦を弾く奏法（ブリッジ外奏法）も行いやすい。
フェンダーが1964年に発売したムスタングのダイナミック・ビブラートは、シンクロナイズド・フローティング・トレモロの発展型と言える。1967年に発売したテレキャスター専用ビグスビー・トレモロ・ユニットにも、フローティング・トレモロと同様の機構が盛り込まれている。
フェンダーは「ストラトキャスターのシンクロナイズド・トレモロよりチューニングの安定度が高い」と優位性を主張し、'60年代前半のサーフミュージック全盛期には高い人気を誇った。しかし音程の可変幅がシンクロナイズド・トレモロより小さく、ブリッジ位置が安定しないため実際にはチューニングが狂いやすい。ブリッジとテイルピースの距離が長いため、現在主流の細いゲージの弦を張り激しく演奏すると弦落ち（弦がブリッジから外れる）を起こしやすい。フローティング・ブリッジはボディ側に点で接触しており、弦振動がボディに伝わりにくい。こういった欠点がクローズアップされ、ディストーションサウンド（歪んだ大音量サウンド）を多用する'60年代後半以降のロックミュージック勃興期には人気が低下した。1981年にジャズマスターの生産が終了すると共にフェンダーのカタログから消えたが、後にジャズマスターやジャガーのリイシュー（再生産）モデルが登場し、それに伴ってフローティング・トレモロも復活している。
50年代のモデルではシンクロナイズドの綴りに誤りがある。

## ダイナミック・ビブラート
1964年に発売されたフェンダー・ムスタングに搭載されたユニットで、それまでのスプリングがボディに接続された方式と違い、ブリッジとテールピースが直接スプリングでつながれており、アームも直接テールピースに取り付けるようになっている。そのため、アームの操作感は非常に軽いものの、ブリッジが元の地点に戻りにくく、アーミングするとチューニングが狂いやすい欠点がある。

## マエストロ・ビブラート・ヴァイブローラ
ギブソン社で専用設計されたビブラート・ユニット。多くのユニットに採用されているコイルスプリング（巻きばね）ではなく、歪曲した板の力を利用するプレートスプリング（板ばね）方式のビブラート・ユニットである。表面の金属板はユニットの内部を隠す蓋であり、ビグスビーのように台座を兼ねているわけではない。金属板は鏡面加工されており、ギブソンの刻印が入っている。SGやフライングVなどに採用されていた。

## コロナド・トレモロ
1966年、フェンダー社がフェンダー・コロナドのために設計したビブラート・ユニット。マエストロ・ビブラートと同じく板ばねを採用しているほか、支点部分に金属のボール状の部品が配置されており、より滑らかなアーミングが可能だった。セミアコのコロナドの専用設計であり、1970年にはコロナドが発売終了したために、2014年現在このユニットは出回っていない。

## モズライト・ビブラミュート
モズライトのギターに搭載されていたビブラートユニット。｢ヴァイブラミュート｣などと呼ばれることもある。当初はブリッジサドルの前に脱着可能なミュート機構が取り付けられていたのが名称の由来。
基本的な作動形態はビグスビーとほぼ同じだが、ブリッジサドルとテールピース（可動部分）が一体化している点が違う。当初はアルミニウムの削り出しで製作されていた。モズライトの創始者セミー・モズレーがギルドの為に製作したもののキャンセルとなり、モズライトに回されたという経緯がある。そのためユニット中央の黒く塗りつぶされた部分にギルドのロゴを削った跡がある。これは直ぐに真鍮の鋳物にクロムメッキを施した物と、オクターブ調整の可能なローラー式サドルをセットした物に変わるが、名称はそのまま受け継がれた。
テールピースの弦を通す穴の位置（高さ）が弦によって変えられており、ピッチ変化量が各弦で一定になるよう配慮されている。つまりアーミングしても和音があまり崩れない（他のビブラートユニットは和音が崩れる）。これは後のスタインバーガー・トランストレムの思想と一致する。ピッチの可変量を調整する機構も考案され、パテントを取得していたが、機構が複雑化する欠点があったため、採用は見送られている。ネッド・スタインバーガー（スタインバーガーの創立者）は、ビブラミュートがトランストレムと同様の思想で作られていた事を後年になってから知り、非常に驚いたと語っている（「ギターマガジン」誌のインタビュー）。
モズライトの1966年製品からは、亜鉛合金製のモズレーユニット(モズレーアーム)に置き換えられた(セミアコースティックギター用のセパレートタイプも新たに登場する)。ビブラミュートよりも若干トレブリーな音質となる。

## フロイド・ローズ

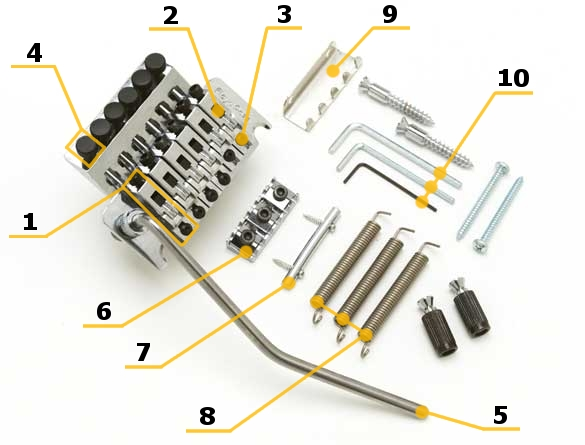
フロイド・ローズの分解写真

1977年にフロイド・ローズによって発明された、画期的なロッキング・システムを持つユニットである（アメリカ合衆国特許第4,171,661号）。このシステムは、ヘッド側のナット部分とブリッジ側のサドル部分の両方で弦を固定する「ダブル・ロッキング方式」を採用している。これにより、激しいアーム操作を行ってもチューニングの安定性が飛躍的に向上し、特にハードロックやヘヴィメタルのギタリストから絶大な支持を得た。
ロック式ビブラートユニットの元祖的な存在。日本では「フロイト・ローズ」と呼称される場合もある。シンクロナイズド・トレモロを原型としており、その代替部品としてストラトキャスターに改造で交換されることも多かった。
弦をナット部とブリッジ部で挟んで固定（ロック）し、この部分での弦の摩擦（チューニングの狂いの原因）をほぼ根絶している。シンクロナイズド・トレモロはユニット揺動の支点が6本の木ねじになっており、支点の位置が正確に定まらず、支点部分での摩擦抵抗も大きい。フロイド・ローズの支点は左右2本のみで、しかも鋭角に成型されており、支点の位置のズレや摩擦抵抗がほぼゼロになっている。そのためチューニングの狂いがほとんど起きず、アームの操作感も軽い。反面、その操作性の軽さは、ボディを持ってギターを上下左右に動かすと、ユニット自身の重量でチューニングが変わってしまうほどである（元の角度に持ち替えればほぼ元の音程に戻る）。
シンクロナイズド・トレモロに比べ実質的な弦長が短くなるため、音程の可変幅がさらに大きくなる。特にアーミングアップ・キャビティを設置した場合には、大幅なアーム・アップを行うことができる。
アーミングに伴うチューニングの狂いをほとんど解消し、多くのギタリストにとって福音となった。その一方、ナットとブリッジの材質や構造が元のギターとは別のものに変わり、弦をその素材で挟み込んでしまうため、そのギター本来のサウンドが失われる（どんなギターに取り付けてもフロイド・ローズ特有の音になる）という点を問題視する意見もある。そのためチューニングが多少狂いやすくなるのは承知の上で、ナットはギター本来のものを活かす（ナット部で弦をロックしない）方式の亜流ユニットも登場した。
近年特殊なボールエンド(弾丸のような形状で、スタインバーガーのダブルボールエンドの様に前後に取り付けられている)を採用した｢スピードローダー｣が発売されていた。これはナット部分のロック部分とブリッジサドルのロック部分で弦を固定すると同時に、弦を張ったのと同時にチューニングが完了するというシステムで、前述したスピードローダー専用弦が必要となる。チューニングの細かい狂いは通常のフロイドローズ同様、ファインチューナーを回して行う。しかし専用の弦が必要となるなどの不便さが露呈し、市場での評価を得られず姿を消している。

## トランストレム
スタインバーガー社の製品に純正装着されていたビブラート・ユニット。ペグやヘッドストックを持たないデザインで、ナット部分に弦のボールエンドをひっかけ、ブリッジ側にも同様にボールエンドをひっかける(この為、スタインバーガー社の製品専用のギター弦が販売されていた）。
最大の特徴は、各弦のチューニングを相対的に保ったままアーミングをすることが可能という点である。
さらにトランストレムならではの機能として、和音の平行移動を利用したチューニングのロック機能がある。アーム基部に階段状のノッチを刻んだロックピンがあり、ノーマル状態からダウン3段、アップ2段での固定が出来る。これによって、わざわざチューニングし直すことなく、アームの操作だけで一音下げチューニングなどが簡単に出来る。但しこの機能を使う為には、トランストレム専用のダブルボール弦が必要となる(通常のギター弦を使用できる別売りのストリングアダプターを使用すると、トランストレムの動作にバラつきが出て、機能が発揮できない)他、細かい調整が必要で煩雑となる弱点がある。トランスポーズ機能のみならず、独特の柔らかく滑らかなアーミング効果を好むギタリストも多い。
このトランスポーズ機能を省略したものがＳトレムとして発売されていた。ブリッジの固定はアームではなく、ボディ底部のチューニングノブ横にあるレバーを使用して固定する。
ギター用以外に、4弦ベース用のトランストレム"ベーストランスポーザー"も存在した。
2009年現在は大幅な商品ラインナップの整理が行われ、"ZT-3"に採用された"トランストレム-3"及び、廉価な入門機種"Spirit"シリーズに採用された"R-TREM"のみ流通している。また現在は現行モデルのみならず過去に生産された各モデルのスペアパーツの供給が大変困難な状況となっている。その後は更に商品ラインナップの大幅な削減が行われ、トランストレム-3が姿を消し、R-TREMのみとなっている。
トランストレム他一連のスタインバーガーのパテントを所有するヘッドレスギター専用のダブルボール弦は、ダダリオやラ・ベラ等から発売されているが、総じて流通量は少ない。特にラベラの弦はメーカー自体が小規模な為、大量生産が望めず、安定供給が難しくなっている。

## ケーラー
ケーラー社が開発し、販売しているビブラート・ユニット。
構造上の弦への負担や取り付けによる音質の変化などの欠点はあるが、シンクロナイズド・トレモロやフロイド・ローズなどとは異なる構造から来る滑らかなアクションを好む者も多い。以前はメインのアームの他にも、手のひらでビブラートを掛ける事ができる"キャットテイルアーム"を取り付けてあるモデルも存在したが、現在は市場から姿を消している。またフェンダー・ジャパンから発売されていた"Strat"に使用されていたフロイド・ローズライセンスの"スパイダートレモロ"も存在した。
ビジネス上の様々な問題から生産がままならず、長い間市場から姿を消していたが、諸問題が解決した2006年に生産を再開、荒井貿易が代理店となり、ライセンス生産品ではないオリジナル・ケーラーの販売を開始した。
ギター用のユニットのみならず、ベース用のトレモロユニットも製造しており、ヴィクター・ウッテン等ベースソロでそれまでのベースには在り得なかったテクスチャーを加えるベーシストが使用している。近年、5弦ベース、6弦ベースといった多弦ベース用のトレモロユニットを製品化した。

## シャーラー
シャーラー(SCHALLER)社が開発し販売しているLPビブラート・ユニット。
Les Paulに代表されるTOMブリッジのギターへ、比較的簡単にビブラート・ユニットを付けられる様に作られたもの。ユニットの裏に細いコイルスプリングが5本あり、アーミングに対応させている。張り具合の調整は出来ない。
薄い板ばねが、各スタッドボルト部に2枚ずつ計4枚あるが、これはアーミング用ではない。ユニットが上記コイルスプリングで引っ張られ過ぎない様に制限するもの。これが無いと、弦を外した時に、可動部分がコイルスプリングに引っ張られて、スタッドボルトでボディーに固定される部分から外れてしまう。この板ばねと可動部分には、アーミング時に擦れ合って摩擦が生じる。その為、アーミング前後で可動部の角度が安定し辛い。潤滑するメンテが不可欠となる。薄い板ばねを重ね合わせた隙間も潤滑した方が良い。共に音程の安定化に効果が大きい。というか、潤滑しないと音程のズレが大きい。
サドルはローラーサドルとなっている。ブリッジの高さ調整は、スタッドボルト（スタッドアンカーに入れるボルト部分）にかぶさる筒状のナットを回して行う。これは、6角ナットと一体成型されているが、構造上6角ナット部は薄く、ボディーとの隙間も狭い為、弦を張った状態でブリッジの高さ調整がし辛い問題点がある。
キットには、附属品として
1. スタッド間隔が標準と違う場合に取り替えられる様に、入れ替えるパーツ（上記筒状のナットで、筒の径が細いもの）
2. テールピースを外した時、テールピース固定ボルトの代わりに入れるボルト（元々のテールピース固定用ボルトをそのまま使っても構わない）
3. ブリッジとテールピース用スタッドを繋げてアースを接続する為の「メガネ状」のパーツ。TOMブリッジを採用したギターの弦アースは、テールピース用スタッドの1弦側で接続している。このパーツを、上記(2)で固定するか、元々あるテールピース固定用ボルトで固定する。

が付属する。
(3)は見た目に違和感が有るので、ブリッジ用アンカーからアースが取れる様に改造するのも、一つの方法。

## ステッツバー
Stets Metal Arts社が製造するビブラート・ユニット。基本的に無改造で取り付けが可能であり、レス・ポール等のアーチトップギター用やテレキャスター用、ストラトキャスター用などのバリエーションがある。構造はベースプレートの上で小さな2本のスプリングで支えられたブリッジブロックが前後に移動することで音程を変化させる。ブリッジはTune-O-Maticタイプの物が使用されている。ベースプレートとブリッジブロックの間にはローラー型のベアリングが挟まっておりそれによりなめらかな動作をする。